# Приимковы-Ростовские
Приимковы-Ростовские — угасший в конце XVII века русский княжеский род; Рюриковичи, ветвь Ростовского княжеского дома (линия князей Ростовских-Усретинских).
Род  внесён в Бархатную книгу.  При  подаче документов (01 февраля 1686) для внесения рода в Бархатную книгу, была предоставлена родословная роспись князей Приимковых-Ростовских.
Вотчина — село Приимково.

## Происхождение и история рода
Родоначальник князь Дмитрий Фёдорович Ростовский по прозвищу Приимок, сын князя Фёдора Андреевича Ростовского. Потомок Рюрика в XVIII колене. Известен только по родословным. Имел двух сыновей: Фёдора и Дмитрия. Фёдор Дмитриевич умер бездетным, а его брат Дмитрий Дмитриевич оставил после себя семерых сыновей (Дмитрий, Иван, Семён Большой, Андрей, Лев Балымаж, Семён Меньшой Баташ и Фёдор).
Первый и них был князь Дмитрий Дмитриевич, который был отцом Фёдора Дмитриевича, прозванного Гвоздь — родоначальника князей Гвоздевых-Ростовских. Второй сын — князь Иван Дмитриевич служил воеводой при великих князьях московских. Иван Дмитриевич имел сына Василия и внука Василия Волка. Третий сын — Семён Дмитриевич Большой скончался бездетным, четвёртый сын — Андрей Дмитриевич оставил после себя четырёх сыновей (Бориса, Григория, Романа и Михаила). Пятый сын Лев Дмитриевич Балымаж и шестой сын Семён Меньшой Баташ умерли, не оставив после себя потомства. Седьмой сын — князь Фёдор Дмитриевич Бахтеяр имел трех сыновей (Ивана Немого, Василия и Михаила) и стал родоначальником княжеского рода Бахтеяровых-Ростовских.

## Описание герба
Среди официальных утвержденных герба князей Приимковых-Ростовских не имеется. Герб князей Приимковых-Ростовских  - это герб княжества Ростовского, которым пользовались их однородцы: в красном поле серебряный олень с золотым ошейником. Щит покрыт княжеской мантией и российской княжеской шапкой.

## Известные представители рода
| №                                               | Имя, Отчество                                   | № отца                                          | Примечания |
| Поколенная роспись по А.Б. Лобанову-Ростовскому | Поколенная роспись по А.Б. Лобанову-Ростовскому | Поколенная роспись по А.Б. Лобанову-Ростовскому | Поколенная роспись по А.Б. Лобанову-Ростовскому |
| ----------------------------------------------- | ----------------------------------------------- | ----------------------------------------------- | --- |
| 1                                               | Дмитрий Фёдорович Приимок                       |                                                 | Родоначальник |
| 2                                               | Фёдор Дмитриевич                                | 1                                               | Бездетный |
| 3                                               | Дмитрий Дмитриевич                              | 1                                               | Известен только по родословной росписи. |
| 4                                               | Дмитрий Дмитриевич                              | 3/4                                             | Воевода в Гомзе (1535) |
| 5                                               | Иван Дмитриевич                                 | 3/4                                             | Воевода войск правой руки при Василии III и Большого полка при Иване Грозном. |
| 6                                               | Семён Дмитриевич Большой                        | 3/4                                             | Второй воевода Большого полка в Казанском походе (1544), и в той же должности в походе к Полоцку (1551), бездетный. |
| 7                                               | Андрей Дмитриевич                               | 3/4                                             | Второй воевода восьмого полка войск правой руки в Казанском походе (1544), шестой воевода в походе под Оршу против поляков (ноябрь 1551). |
| 8                                               | Лев Дмитриевич Баламыш/Боламыт                  | 3/4                                             | Воевода третьего Большого полка в Казанском походе по реке Волга, бездетный. |
| 9                                               | Семён Дмитриевич Баташ/Мненьшой                 | 3/4                                             | Второй воевода войск правой руки в Казанском походе по Волге (март 1544), бездетный. |
| 10                                              | Фёдор Дмитриевич Бахтеяр                        | 3/4                                             | Родоначальник княжеского рода Бахтеяровы-Ростовский, постригся в монахи в Троице-Сергиевом монастыре. |
| 11                                              | Фёдор Дмитриевич Гвоздь                         | 4                                               | Родоначальник князей Гвоздевы-Ростовские. |
| 12                                              | Василий Иванович                                | 5                                               | Первый воевода шестого Передового полка в Казанском походе по реке Ока (март 1544). |
| 13                                              | Борис Андреевич                                 | 7                                               | Сын боярский, голова при князе Бельском в Большом полку на берегу Оки (1538-1539), посылочный голова в Коломне и 21 есаул в Колыванском походе (1540), воевода восьмого полка войск правой руки в походе по реке Оке (март 1544). |
| 14                                              | Григорий Андреевич                              | 7                                               | Голова в государевом полку в Казанском походе (1544), есаул в шведском походе (1549), есаул в государевом полку в походе к Полоцку (1551). |
| 15                                              | Роман Андреевич                                 | 7                                               | Рында с меньшим государевым саадаком в Казанском походе (1544), есаул в походе к Полоцку (1551). |
| 16                                              | Михаил Андреевич                                | 7                                               | Написан в третью статью московских детей боярских, завоеводчик в походе к Полоцку (1551), годовал третьим воеводой в Свияжске (1559), первый воевода для вылазок в Свияжске (1560), наместник в Юрьеве-Ливонском (1576). |
| 17                                              | Василий Васильевич Волк                         | 12                                              | Голова, воевода. |
| 18                                              | Никита Борисович                                | 13                                              | Полковой голова, участник Ливонской войны, воевода в Юрьеве и Вольмаре. |
| 19                                              | Данила Борисович                                | 13                                              | Сын боярский и голова, дворянин московский, воевода и боярин |
|                                                 | Федора Борисовна                                | 13                                              | Ушла в монастырь. |
| 20                                              | Василий Григорьевич                             | 14                                              | Написаны в третью статью московский детей боярских (октябрь 1551). |
| 21                                              | Иван Григорьевич                                | 14                                              | Написаны в третью статью московский детей боярских (октябрь 1551). |
| 22                                              | Владимир Романович                              | 15                                              | Воевода в Туле (1581), в Пронске (1584). |
| 23                                              | Дмитрий Михайлович Дрыган                       | 16                                              | Воевода. |
| 24                                              | Андрей Михайлович                               | 16                                              | Воевода в Туле и Пронске |
| 25                                              | Михаил Никитич Нелюб                            | 18                                              | Второй воевода Сторожевого полка в Коломне (1588), жена Констанция Астафьевна Дашкова (?) |
| 26                                              | Иван Никитич                                    | 18                                              | Второй объезжий голова в Москве в Белом каменном городе от Неглинной до Покровской улиц (1602), первый воевода Большого полка в Рязани, представлял Государю польского гонца (1604). |
| 27                                              | Борис Никитич                                   | 18                                              | Первый воевода в Михайлове (1594), и в Коломне (1616-1619). |
| 28                                              | Юрий Данилович Мачехин                          | 19                                              | Сын боярский и голова, стряпчий и воевода. |
| 29                                              | Андрей Данилович                                | 19                                              | Воевода в Вятке (1617). |
| 30                                              | Александр Данилович Кутюк                       | 19                                              | Воевода и дворянин московский. |
| 31                                              | Алексей Васильевич Чечуля                       | 20                                              | Стольник, дворянин московский и воевода. |
| 32                                              | Наум (Богдан) Иванович                          | 21                                              | Его дети в разрядных книгах писались частью Богдановичами, частью Наумовичами. |
| 33                                              | Владимир Иванович                               | 21                                              | Известен только по родословной росписи. |
| 34                                              | Иван Иванович                                   | 21                                              | Стольник патриарха Филарета (1627-1629), московский дворянин (1636-1640). |
| 35                                              | Андрей Иванович                                 | 21                                              | Дворянин московский (1676-1688), бездетный. |
| 36                                              | Никита Михайлович                               | 25                                              | Стольник (1648). |
| 37                                              | Иван Иванович                                   | 26                                              | На придворной службе (1650-1675). |
| 38                                              | Василий Борисович                               | 27                                              | Стольник (1627-1629), московский дворянин (1636-1640). |
| 39                                              | Иван Наумович (Богданович)                      | 32                                              | Стряпчий с платьем, дворянин московский и воевода. |
| 40                                              | Василий Наумович (Богданович)                   | 32                                              | Стряпчий, дворянин московский и воевода. |
| 41                                              | Семён Наумович (Богданович)                     | 32                                              | Объезжий голова в Московском кремле и первый воевода в Крапивне (1625), на бракосочетании царя Михаила Фёдоровича и Стрешневой Евдокии Лукьяновны шёл третьим за санями царицы (1626), на дворцовой службе в Москве (1627-1629), сопровождал царя выполняя обязанности окольничего для установки станов в богомольном походе царя в Троице-Сергиев монастырь (1627 и 1629), встречал шведского и голландского (1629) и французского (1630) послов, местничал с князем Романом Петровичем Пожарским. |
| 42                                              | Пётр Владимирович                               | 33                                              | Известен по родословной росписи. |
| 43                                              | Андрей Иванович                                 | 37/39                                           | Стольник, московский дворянин (1676-1688), дневал и ночевал в Архангельском соборе у гроба царя Фёдора Алексеевича (май 1682). |
| 44                                              | Никита Иванович                                 | 39                                              | Воевода, окольничий и боярин. |
| 45                                              | Юрий Иванович                                   | 39                                              | Известен только по родословным. |
| 46                                              | Савелий (Савва) Андреевич                       | 43                                              | Стряпчий (1683-1688), стольник, первый есаул в Азовском походе против турок и татар (1696). |
| 47                                              | Фёдор (Федот) Никитич                           | 44                                              | Стряпчий (1676), стольник (1677-1703), дневал и ночевал в Архангельском соборе у гроба царя Фёдора Алексеевича (май 1682), ротмистр первый роты стольников в Крымском походе (1687). |
| 48                                              | Авраам Никитич                                  | 44                                              | Стольник (1687-1703), поручик первой роты стольников в Крымском походе (1687), один из последних мужских представителей княжеского рода Приимковых-Ростовских |
|                                                 | Ефросиния Никитична                             | 44                                              | Жена Василия Петровича Измайлова. |
| Княжеский род Приимковы-Ростовские угас         |                                                 |                                                 | |
|                                                 | Евдокия Фёдоровна                               |                                                 | В родословной росписи не указана, во 2-м браке за князем Михаилом Фёдоровичем Мосальским. |